# Wpadka (film 2007)
Wpadka (ang. Knocked Up) – amerykańska komedia romantyczna z 2007 roku.

## Opis fabuły
Historia dwojga ludzi – Alison i Bena – wykształconej, ambitnej i pracowitej dziennikarki oraz niedojrzałego bumelanta, dla których przypadkowe spotkanie w klubie, pod wpływem alkoholu kończy się w łóżku. Po 8 tygodniach Alison odkrywa, że jest w ciąży. Odnajduje Bena, jednak wszystko wskazuje na to, że zbyt wiele ich różni aby mogli być razem.

## Obsada
- Katherine Heigl – Alison
- Seth Rogen – Benjamin
- Paul Rudd – Pete
- Leslie Mann – Debbie
- Jason Segel – Jason
- Jay Baruchel – Jay
- Jonah Hill – Jonah
- Martin Starr – Martin
- Charlyne Yi – Yodi
- Iris Apatow – Charlotte
- Maude Apatow – Sadie
- Joanna Kerns – Mama Alison
- Harold Ramis – Tata Bena
- Alan Tudyk – Jack
- Kristen Wiig – Jill

Niewymienieni w czołówce:
- Jessica Alba – Gra siebie
- Eva Mendes - Gra siebie
- Dax Shepard - Gra siebie
- James Franco - Gra siebie
- Ryan Seacrest - Gra siebie
- Steve Carell - Gra siebie
- Andy Dick - Gra siebie

## Odbiór

### Box office
Budżet filmu jest szacowany na 30 milionów dolarów. Na całym świecie film zarobił ponad 219 mln USD.

### Krytyka w mediach
Film spotkał się z pozytywną reakcją krytyków. W agregatorze recenzji Rotten Tomatoes 89% z 252 recenzji uznano za pozytywne, a średnia ocen wystawionych na ich podstawie wyniosła 7,69. Z kolei w agregatorze Metacritic średnia ważona ocen z 38 recenzji wyniosła 85 punktów na 100.